# Argyrocupha malagrida
Argyrocupha malagrida är en fjärilsart som beskrevs av Hans Daniel Johan Wallengren 1857. Argyrocupha malagrida ingår i släktet Argyrocupha och familjen juvelvingar. Inga underarter finns listade i Catalogue of Life.